# Arquidiocese de Constantinopla
A Arquidiocese de Constantinopla (em grego:  Ἀρχιεπισκοπὴ Κωνσταντινουπόλεως) é uma circunscrição eclesiástica do Patriarcado de Constantinopla que é a sé do Patriarca. O patriarca é o líder da Igreja Ortodoxa de Constantinopla e, ao mesmo tempo, governa a arquidiocese por meio de metropolitas titulares que lideram os distritos. Sua sede fica em Fanar, no distrito de Fatih, na parte europeia de Istambul (a antiga Constantinopla), na Turquia. Seu titular tem o título de Arcebispo de Constantinopla, Nova Roma e Patriarca Ecumênico.
Constitui um dos dez distritos eclesiásticos ativos do patriarcado em território turco, juntamente com as metrópoles de Adrianópolis, Ancira, Calcedônia, Derco, Esmirna, Imbros e Tenedos, Ilhas dos Príncipes, Pisídia e Prusa.

## História

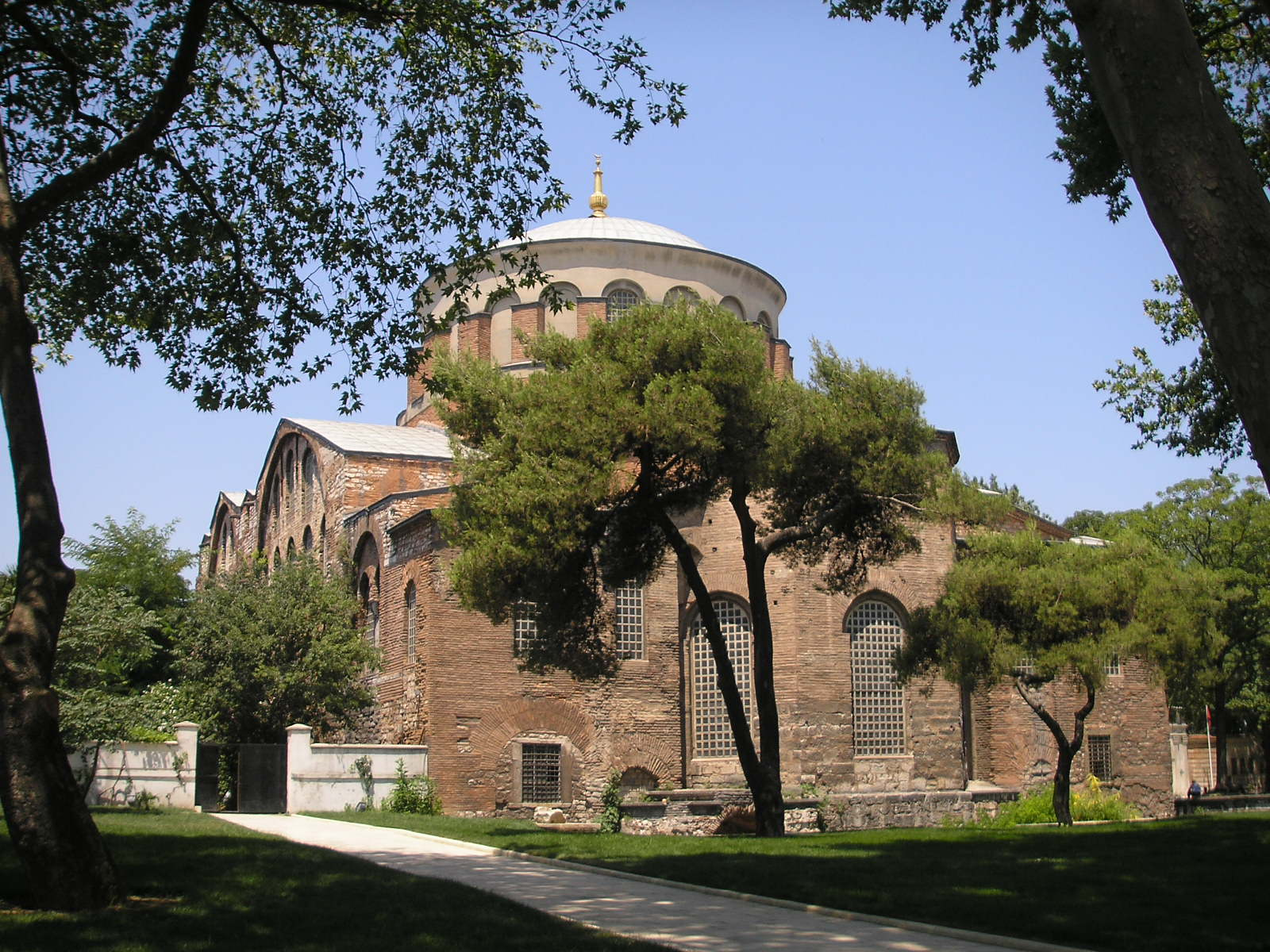
Igreja de Santa Irene, catedral de 337 a 360.

A diocese de Bizâncio foi estabelecida no ano 38. Quando, em 324, o Imperador romano Constantino I decidiu estabelecer sua nova capital em Bizâncio e a chamou de Constantinopla, a primazia da Igreja já era exercida pelo bispo de Roma. Constantino, então, convocou o Primeiro Concílio Ecumênico em Nicéia, em 325, onde, além de tomar decisões doutrinárias, a Igreja foi organizada em metrópoles e dioceses, e as futuras sés patriarcais de Roma, Alexandria e Antioquia receberam a mesma classificação, sendo seus titulares chamados de arcebispos. A diocese de Bizâncio foi transformada em sufragânea da metrópole de Heraclea, a cabeça do exarcado da Trácia. A cidade de Constantinopla foi inaugurada em 1º de maio de 330 e a diocese foi elevada a arquidiocese.
No Segundo Concílio Ecumênico realizado em Constantinopla em 381, ficou estabelecido que o arcebispo de Constantinopla deveria ter a precedência de honra depois do bispo de Roma, substituindo o patriarca de Alexandria. Ele recebeu direitos de inspeção sobre as metrópoles vizinhas.
O Quarto Concílio Ecumênico realizado em Calcedônia em 451 reconheceu Constantinopla como tendo a mesma primazia de honra que Roma, embora o bispo romano tenha recebido autoridade moral sobre os outros patriarcados, e a pentarquia foi estabelecida.
Com o fim do Império Romano do Ocidente, em 4 de setembro de 476, Roma foi removida do controle imperial e o patriarca de Constantinopla passou a ser chamado de patriarca ecumênico, conforme usado em um Concílio Oriental em 536 e oficializado em outro em 587.

## Território

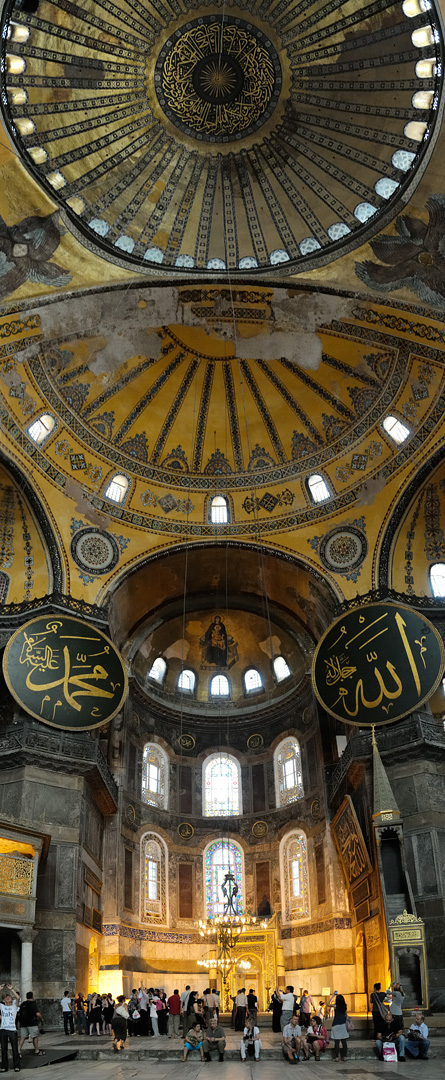
Interior da Hagia Sophia (com elementos islâmicos), catedral da arquidiocese até 1453.

O território da arquidiocese está localizado na província de Istambul. Faz fronteira ao norte e a oeste com a Metrópole de Derco; ao sul, com o Mar de Mármara; e a leste, com o Estreito de Bósforo, que a separa da Metrópole de Calcedônia.
Atualmente, a Arquidiocese de Constantinopla tem 37 comunidades, 46 paróquias (4 das quais pertencem ao chamado Patriarcado Ortodoxo Turco), 5 cemitérios, 10 mosteiros patriarcais e estauropégicos.)
A arquidiocese é subdividida em 6 distritos com metropolitas titulares:
Distrito de Stavrodromion, com sede em Harbiye, compreende 8 igrejas, 3 das quais são paróquias russas e uma búlgara, e uma está localizada em um cemitério.
Distrito de Tataoula, com sede em Fanar, é composta por 7 igrejas, incluindo uma em um cemitério búlgaro e outra em uma comunidade romena.
Distrito de Bosphorus, localizada em Arnavutköy, tem 13 igrejas, incluindo a de um cemitério.
Distrito de Ypsomathia, localizada em Aksaray, inclui 11 igrejas.
Distrito de Fanar, localizada em Fanar, tem 14 igrejas, incluindo uma paróquia búlgara e a de um cemitério.

## Catedral
A Igreja de Santa Irene serviu como a catedral da Arquidiocese de Constantinopla de 337 até 15 de fevereiro de 360, data da dedicação de Hagia Sophia. Essa igreja foi a catedral até a queda de Constantinopla, exceto pelo hiato entre 1204 e 1261, quando foi convertida em uma catedral católica de rito latino do Patriarcado Latino de Constantinopla, fundado pelos cruzados. Após a conquista de Constantinopla pelo Império Otomano, o edifício foi convertido em uma mesquita, que se manteve de 29 de maio de 1453 até 1931, quando foi secularizada. Em 1º de fevereiro de 1935, foi inaugurado como um museu; em 2020, foi convertido novamente em uma mesquita.
O Patriarca Mateus II (1596–1603) transferiu a catedral para o antigo convento de São Jorge em Phanar por volta de 1600, estabelecendo a Catedral Patriarcal de São Jorge.